# کوه زلیخا
کوه زلیخا یا قولی زلیخا بلندترین قله کوهستان چهل‌چشمه است که در شهرستان سقز در استان کردستان ایران قرار گرفته‌است و با ارتفاع ۳۱۹۷ متر، بلندترین قله استان کردستان به‌شمار می‌رود. کوهستان چهل چشمه از برف‌گیرترین و سردسیرترین مناطق کردستان به حساب می‌آید و در تمام طول سال از برف پوشیده شده‌است.